# Mohamed Brahimi
Ne doit pas être confondu avec Mohamed Brahimi (footballeur algérien).
Mohamed Brahimi (arabe : محمد إبراهيمي), aussi connu sous les noms d'Abou Hamam (arabe : أبو حمام) ou encore de Moh Lunettes (né le 17 septembre 1969 à Kouba près d'Alger) est un émir du groupe islamiste armé algérien du Front islamique du Jihad armé.

## Biographie
Mohamed Brahimi a commencé ses études universitaires à l’école normale supérieure ENS de Kouba, pour les continuer après à l'université de Bab Ezzouar à Alger.
Après avoir quitté le Groupe islamique armé, il crée, l'été 1994 avec des dissidents du GIA, le Front islamique du Jihad armé, utilisant la voiture piégée comme mode opératoire privilégié dans les attentats.
Mohamed Brahimi est tué à Alger le 9 mai 1996. Il a été remplacé par Mohamed Djebbara, surnommé "Moh Ettbib" (Mohamed le médecin), ce dernier a également été tué le 7 janvier 1997 à Aïn Benian Alger, Abdelkader Seddouki dit « Ahmed Abou el Fida » lui succède mais aurait été tué le 26 mars 1997.
Enfin les deux derniers principaux responsables du Front islamique du Djihad armé (FIDA), Amine Haddad dit Mohamed Abou Fida, et Mohamed Talhi dit Zakaria, ont été tués avec trois de leurs compagnons, dont deux femmes, dans une opération des forces de sécurité contre leur refuge, une villa de Fouka (40 km à l’ouest d’Alger) en octobre 1998.

### Sources
- Quid 2005, page 1098, colonne a